# NXT UK Tag Team Championship
NXT UK Tag Team Championship – były tytuł mistrzowski dywizji tag team profesjonalnego wrestlingu stworzony i promowany przez federację WWE. Mistrzostwo było bronione w brandzie NXT UK. Pierwszymi mistrzami byli Grizzled Young Veterans (James Drake i Zack Gibson).

## Historia
NXT UK rozpoczęło swoją działalność pod koniec 2016 roku, jednak dopiero w 2018 roku oficjalnie zostało uznane za gałąź branżowa federacji i reprezentację brandu NXT, w Wielkiej Brytanii. Podczas United Kingdom Championship Tournament, które odbyło się 18 czerwca 2018, WWE ogłosiło wprowadzenie dwóch nowych tytułów mistrzowskich dla NXT UK, czyli NXT UK Tag Team Championship oraz NXT UK Women’s Championship. Turniej z udziałem 4 drużyn, który miał na celu wyłonienie mistrzów inauguracyjnych odbył się 24 i 25 listopada na nagrywkach NXT UK (wyemitowanych 2 i 9 stycznia 2019). Finały odbyły się podczas NXT UK TakeOver: Blackpool 12 stycznia, gdzie James Drake i Zack Gibson pokonali Trenta Sevena i Tylera Bate’a i zostali pierwszymi posiadaczami mistrzostwa.
W sierpniu 2022 roku, WWE ogłosiło, że brand NXT UK zostanie zawieszony i ponownie uruchomi się jako NXT Europe w 2023 roku. W związku z tym mistrzostwa NXT UK zostały zunifikowane w ich odpowiednikami mistrzostw NXT. Następnie, NXT UK Tag Team Championship zostało zdezaktywowane 4 września 2022 roku na Worlds Collide. Na gali, Pretty Deadly (Elton Prince i Kit Wilson) pokonali NXT Tag Team Championów The Creed Brothers (Brutusa Creeda i Juliusa Creeda), NXT UK Tag Team Championów Brooksa Jensena i Josha Briggsa oraz Gallus (Marka Coffeya i Wolfganga) Fatal 4-Way Tag Team Elimination matchu i zunifikowali oba tytuły Tag Team. Jensen i Briggs są uznawani jako ostatni NXT UK Tag Team Championi z Pretty Deadly jako zunifikowani NXT Tag Team Championi.

### Inauguracyjny turniej
|  |                                                                           |                                                                           |                                                                           |                           |     |                                                   |                                                   |                                                   |
|  | Półfinały NXT UK 24 i 25 listopada 2018 (wyemitowano 2 i 9 stycznia 2019) | Półfinały NXT UK 24 i 25 listopada 2018 (wyemitowano 2 i 9 stycznia 2019) | Półfinały NXT UK 24 i 25 listopada 2018 (wyemitowano 2 i 9 stycznia 2019) |                           |     | Finał NXT UK TakeOver: Blackpool 12 stycznia 2019 | Finał NXT UK TakeOver: Blackpool 12 stycznia 2019 | Finał NXT UK TakeOver: Blackpool 12 stycznia 2019 |
|  | Półfinały NXT UK 24 i 25 listopada 2018 (wyemitowano 2 i 9 stycznia 2019) | Półfinały NXT UK 24 i 25 listopada 2018 (wyemitowano 2 i 9 stycznia 2019) | Półfinały NXT UK 24 i 25 listopada 2018 (wyemitowano 2 i 9 stycznia 2019) |                           |     | Finał NXT UK TakeOver: Blackpool 12 stycznia 2019 | Finał NXT UK TakeOver: Blackpool 12 stycznia 2019 | Finał NXT UK TakeOver: Blackpool 12 stycznia 2019 |
|  |                                                                           |                                                                           |                                                                           |                           |     |                                                   |                                                   |                                                   |
|  |                                                                           |                                                                           |                                                                           |                           |     |                                                   |                                                   |                                                   |
|  | Moustache Mountain (Trent Seven i Tyler Bate)                             | Moustache Mountain (Trent Seven i Tyler Bate)                             | Pin                                                                       |                           |     |                                                   |                                                   |                                                   |
|  | Moustache Mountain (Trent Seven i Tyler Bate)                             | Moustache Mountain (Trent Seven i Tyler Bate)                             | Pin                                                                       |                           |     |                                                   |                                                   |                                                   |
|  | Gallus (Mark Coffey i Wolfgang)                                           | Gallus (Mark Coffey i Wolfgang)                                           | 14:39                                                                     |                           |     |                                                   |                                                   |                                                   |
|  | Gallus (Mark Coffey i Wolfgang)                                           | Gallus (Mark Coffey i Wolfgang)                                           | 14:39                                                                     |                           |     | Moustache Mountain                                | Moustache Mountain                                | 23:45                                             |
|  |                                                                           |                                                                           |                                                                           |                           |     | Moustache Mountain                                | Moustache Mountain                                | 23:45                                             |
|  |                                                                           |                                                                           | James Drake i Zack Gibson                                                 | James Drake i Zack Gibson | Pin |                                                   |                                                   |                                                   |
|  | James Drake i Zack Gibson                                                 | James Drake i Zack Gibson                                                 | James Drake i Zack Gibson                                                 | James Drake i Zack Gibson | Pin | Pin                                               |                                                   |                                                   |
|  | James Drake i Zack Gibson                                                 | James Drake i Zack Gibson                                                 |                                                                           |                           |     |                                                   |                                                   |                                                   |
|  | Flash Morgan Webster i Mark Andrews                                       | Flash Morgan Webster i Mark Andrews                                       | 9:19                                                                      |                           |     |                                                   |                                                   |                                                   |
|  | Flash Morgan Webster i Mark Andrews                                       | Flash Morgan Webster i Mark Andrews                                       | 9:19                                                                      |                           |     |                                                   |                                                   |                                                   |
|  |                                                                           |                                                                           |                                                                           |                           |     |                                                   |                                                   |                                                   |

## Wygląd pasa mistrzowskiego
Pas wykonany jest z czarnej skóry. Na wzór NXT United Kingdom Championship na płycie głównej znajduje się wzór królewskiego herbu Wielkiej Brytanii, wraz z logo NXT UK i dwiema globami nad i pod logiem z napisem UK Tag Team nad górnym globem i pod dolnym globem jest napis Champions. Tak jak większość pasów mistrzowskich WWE, projekt zawiera płyty boczne, które są wymieniane po każdej zmianie mistrzów na ich logo. Ozdoby utrzymane są w złocie.

## Panowania
W historii było siedem drużyn, które posiadały tytuł i wszystkie drużyny posiadały wyróżnienie jednokrotnie. Pierwszymi mistrzami byli Grizzled Young Veterans (James Drake i Zack Gibson). Jedyne panowanie Gallus (Mark Coffey i Wolfgang) trwało rekordowe 497 dni; dokładna długość panowanie jest nieznana, a Flash Morgan Webster i Mark Andrews posiadali tytuł najkrócej, bo 37 dni (WWE uznaje tylko 47 dni, ze względu na późną emisję). Tyler Bate był najmłodszym mistrzem, wygrywając tytuł w wieku 24 lat, a Trent Seven był najstarszym, wygrywając tytuł, gdy miał 40 lat.
| Nr        | Ogólny numer panowania                                                     |
| Panowanie | Liczba panowań konkretnego mistrza                                         |
| Dni       | Liczba dni panowania                                                       |
| Dni roz.  | Dni panowania, które są uznawane przez federację na jej oficjalnej stronie |
| +         | Oznacza, że liczba dni w posiadaniu wzrasta z kolejnym dniem               |

| Nr | Mistrzowie                                          | Zmiana mistrza               | Zmiana mistrza      | Zmiana mistrza    | Statystyki panowania | Statystyki panowania | Statystyki panowania | Notka | Odn.   |
| Nr | Mistrzowie                                          | Data                         | Gala                | Miejsce           | Panowanie            | Dni                  | Dni roz.             | Notka | Odn.   |
| -- | --------------------------------------------------- | ---------------------------- | ------------------- | ----------------- | -------------------- | -------------------- | -------------------- | --- | ------ |
| 1  | Grizzled Young Veterans (James Drake i Zack Gibson) | 12 stycznia 2019             | TakeOver: Blackpool | Blackpool, Anglia | 1                    | 231                  | 230                  | Pokonali Moustache Mountain (Trenta Sevena i Tylera Bate’a) w finale turnieju stając się inauguracyjnymi mistrzami. | [ 3 ]  |
| 2  | Flash Morgan Webster i Mark Andrews                 | 31 sierpnia 2019             | TakeOver: Cardiff   | Cardiff, Walia    | 1                    | 34                   | 47                   | Był to Triple Threat Tag Team match, w którym brali również udział Gallus (Mark Coffey i Wolfgang). | [ 6 ]  |
| 3  | Gallus (Mark Coffey i Wolfgang)                     | 4 października 2019          | NXT UK              | Brentwood, Anglia | 1                    | N/A                  | 497                  | Wyemitowano 17 października 2019. | [ 7 ]  |
| 4  | Pretty Deadly (Lewis Howley i Sam Stoker)           | 25 lutego 2021 (data emisji) | NXT UK              | Londyn, Anglia    | 1                    | N/A                  | 287                  | Dokładna data nagrania odcinka, w którym Pretty Deadly zdobyło tytuł nie jest znana. Wyemitowano 25 lutego 2021. | [ 8 ]  |
| 5  | Moustache Mountain (Trent Seven i Tyler Bate)       | 17 listopada 2021            | NXT UK              | Londyn, Anglia    | 1                    | 155                  | 175                  | Wyemitowano 9 grudnia 2021. | [ 9 ]  |
| 6  | Ashton Smith i Oliver Carter                        | 21 kwietnia 2022             | NXT UK              | Londyn, Anglia    | 1                    | 62                   | 21                   | Był to Triple Threat Tag Team match, w którym brali również udział Die Familie (Teoman i Rohan Raja). Wyemitowano 2 czerwca 2022. | [ 10 ] |
| —  | Wakat                                               | 22 czerwca 2022              | NXT UK              | Londyn, Anglia    | —                    | —                    | —                    | Tytuły zostały zwakowane po tym, jak Ashton Smith doznał kontuzji. Wyemitowano 23 czerwca 2022. | [ 11 ] |
| 7  | Brooks Jensen i Josh Briggs                         | 22 czerwca 2022              | NXT UK              | Londyn, Anglia    | 1                    | 74                   | 73                   | Był to Fatal 4-Way Tag Team Elimination match o zwakowany tytuł, w którym brali również udział Dave Mastiff i Jack Starz, Mark Andrews i Wild Boar oraz Die Familie (Teoman i Rohan Raja). Wyemitowano 23 czerwca 2022. | [ 12 ] |
| —  | Unifikacja                                          | 4 września 2022(dts)         | Worlds Collide      | Orlando, FL       | —                    | —                    | —                    | Pretty Deadly (Elton Prince i Kit Wilson) pokonali NXT Tag Team Championów The Creed Brothers (Brutusa Creeda i Juliusa Creeda), NXT UK Tag Team Championów Brooksa Jensena i Josha Briggsa oraz Gallus (Marka Coffeya i Wolfganga) w Fatal 4-Way Tag Team Elimination matchu unifikując NXT UK Tag Team Championship z NXT Tag Team Championship. NXT UK Tag Team Championship zostało zdezaktywowane z Jensenem i Briggsem uznawanymi jako ostatnimi mistrzami. Pretty Deadly poszli naprzód jako zunifikowani NXT Tag Team Championi. | [ 4 ]  |